# 腓特烈大帝在無憂宮的長笛音樂會
《无忧宫中演奏长笛的腓特烈
》是德國畫家阿道夫·馮·門采爾的畫作，現藏於柏林老國家美術館。它展示了普魯士國王腓特烈二世在晚間音樂會上演奏長笛獨奏，音樂會在他位於無憂宮的洛可可式宮殿裡举行，这里燈火通明、高朋满座。腓特烈大帝站立于中为众人演奏长笛。
阿道夫·门采尔是19世纪最受欢迎和最重要的现实主义画家之一，于1898年被冠以「冯」称号，成为了阿道夫·冯·门采尔。他的作品构成了当时普鲁士生活的重要记录，尤其是腓特烈大帝的生活。 

## 画中人物
画中人物从右到左依次为：
- 约翰·约阿希姆·匡茨，国王的长笛老师（站在最右边）
- 弗兰茨·本达，波西米亚小提琴家和作曲家（右边拿着小提琴和深色裙子）
- 卡尔·菲利普·伊曼纽尔·巴赫，德国音乐家和作曲家，巴赫的儿子（羽管键琴演奏家）
- 雅各布·弗里德里希·冯·比尔菲尔德，德国作家和政治家（在他身后）
- 卡尔·海因里希·格劳恩，德国作曲家兼宫廷指挥（在他们身后）
- 埃格蒙特·冯·查索，腓特烈的朋友
- 索菲·卡罗琳·冯·卡马斯（乐谱架后面的老太太）
- 威廉敏娜·冯·拜罗伊特，腓特烈的姊姊（坐在粉红色的沙发上）
- 阿玛埃莉·冯·普鲁士，作曲家，也是腓特烈的妹妹（在腓特烈背后的沙发上）
- 古斯塔夫·阿道夫·冯·戈特，外交官（左前景）
- 皮埃尔·路易斯·莫佩尔蒂，法国数学家和哲学家（最左）

## 链接
- Flötenkonzert Friedrichs des Großen in Sanssouci in der Online-Datenbank der Staatlichen Museen zu Berlin （页面存档备份，存于）
- Studie zum Flötenkonzert Friedrichs des Großen in Sanssouci in der Online-Datenbank der Staatlichen Museen zu Berlin （页面存档备份，存于）
- Weitere Informationen zum Gemälde Adolph Menzels sowie zur Musik der im Bild dargestellten Komponisten （页面存档备份，存于）